# 玉越
株式会社玉越（たまこし）は愛知県の企業である。名古屋市守山区に本社を持ち、パチンコ店を中心に、様々な事業を運営する地域密着型のエンターテイメント企業である。企業ビジョンは「ゴラクをサブリメイト、ココロ♥をクリエイト」

## 概要
1983年（昭和58年）9月に設立。2023年現在、創業40周年を迎え、愛知県に8店舗のパチンコホールを運営。地域密着・こだわりの店舗づくり・清潔感を強みとしている。新規事業にも積極的に取り組み、飲食、宿泊、フィットネス、託児所、ランドリー等を展開している。
以下企業理念
一つの玉を大切にする心
一人のお客様を大切にする心
私たちはパチンコを通じ街のオアシスをめざします

## 店舗
- 中川店
- 東郷店
- 浄水店
- 本店
- フジオカ店
- 春日井インター店
- 桶狭間店
- トヨタ店

## 沿革
1983年　玉越産業有限会社設立
1983年　本店新設
1985年　フジオカ店新設
1989年　トヨタ店新設
1992年　株式会社玉越に組織変更
1996年　桶狭間店新設
2002年　パチンコ店全店舗警備員配置
2004年　中川店新設
2005年　春日井インター店新設
2006年　本店託児所「タマちゃん学園」設置
2008年　本社を名古屋市守山区に移転（現在）
2013年　浄水店新設
2016年　「タマちゃん学園」自社運営開始
2017年　麺屋まる玉オープン
2018年　パックブランドEC「DERMAL SHOP」開設
2018年　「ランドリーicott」開業
2018年　「X-mobile」代理店業務開始
2019年　トランポリンアスレチックパーク「JUMP LAB」開業
2019年　宿泊施設「白馬MAHOROBA」開業
2022年　ランドリー併設「みんなのれいぞうこ」稼働開始

## 協賛・社会貢献活動
- 「WIRED MUSIC FESTIVAL」協賛
- 「雪まつり」協賛
- なごや西の森づくり
- eスポーツチーム「BLUE BEES」スポンサー契約
- 「世界コスプレサミット」協賛
- 「高鷲スノーパーク」協賛

## エピソード
2003年、パチンコに興味があったというミハイル・ゴルバチョフを東郷店開店一周年記念イベントに招致し、パチンコ体験と記者会見を開催。
2007年5月、国会に4号機経過措置延長を請願するが、通らず。
2010年には、保安通信協会がパチンコ・パチスロ機の検定業務を事実上独占していることに対する不満などを背景に、同社会長だった髙木一夫らが中心になって「一般社団法人日本遊技機型式検定機構」を設立し、保通協以外の検定機関として警察庁の指定を受けることを目指し申請を行ったが、最終的に2011年4月に不許可の決定が出された。その後再申請を目指す動きもあったものの、同年10月に同機構は再申請を断念し解散した。